# Batterie froide humide
Le principe d'une batterie froide humide est de déshumidifier l'air tout en le refroidissant à une température inférieure à celle de son point de rosée. La vapeur d'eau se condense alors sur la surface de la batterie. L'eau condensée est recueillie en partie basse de l'échangeur pour être ensuite évacuée. le débit de vapeur d'eau condensé au contact de la surface d'échange de la batterie est généralement noté qmeau [kge/kgas].
Le fluide de refroidissement circulant dans la batterie peut être soit du fluide frigorigène (batterie à détente directe) soit de l'eau glacée (batterie par exemple).

## Évolution d'une batterie froide humide sur un diagrammepsychrométrique
Pour pouvoir tracer l'évolution d'une batterie froide humide, il est important de connaître le point de la fin du processus théorique (FPT). Il correspond à la couche limite au contact de la pellicule d'eau condensée à la surface de la batterie froide (air saturé à la température de l'eau condensée). La température de l'eau condensé est directement liée à la température du fluide de refroidissement.

## Déshumidification par refroidissement
L'air à la sortie de la batterie froide est le résultat du mélange d'une partie d'air saturé (FPT) et d'une autre partie non affectée par le traitement de l'air.
La proportion du mélange correspond à l'efficacité de la batterie froide.